# René Groos
René Groos, né à Paris le 18 novembre 1898 et mort dans la même ville le 10 août 1972,, est un écrivain, éditeur et journaliste français.

## Biographie
Groos fut un éditeur critique qui commenta de nombreux textes classiques français. Il est également connu pour sa proximité avec l'Action française et, en particulier, avec l'historien Jacques Bainville. Il a échangé une série de lettres avec le maurrassien Gonzague Truc.
Son acceptation fut difficile à l'Action française en raison de ses origines juives. Il faisait partie de ceux que Charles Maurras nommait les « juifs bien nés », c'est-à-dire établis depuis longtemps en France ou ayant servi dans l'armée. Groos se montre plus antisémite que Maurras. En 1921, il se dit prêt « sous la surveillance, bien entendu, des Français de race », à servir « dans cette lutte antijuive » à la tête d’un « groupement juif antisémite » (sic). Deux ans après, il publie une Enquête sur le problème juif (1923) : les antisémites patentés de l’Action française interrogés, Robert Launay et Roger Lambelin, ne cachent ni leurs réserves ni leur mépris.
Il fut également secrétaire général des Cahiers d'Occident, revue dirigée par Gérard de Catalogne et Émile Dufour.
Il a édité les œuvres de Jean de La Fontaine.

## Publications
- Enquête sur le problème juif (1923)
- Le Nouveau Mercure, Paris, 1927
- Les lettres, 1934, Denoel.